# Uccello di Zimbabwe

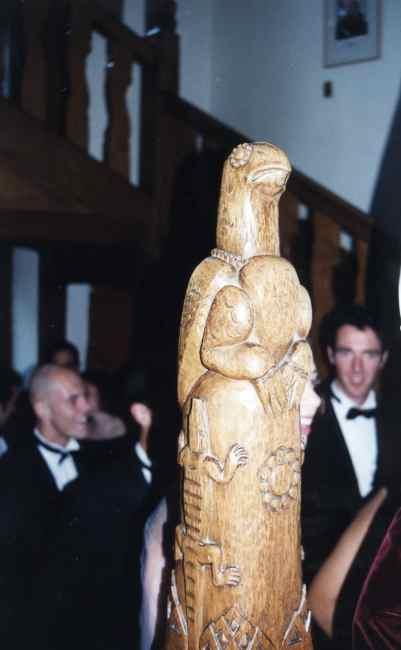
Uccello di Zimbabwe a Groote Schuur, Città del Capo.

L'uccello di Zimbabwe (o uccello dello Zimbabwe) è un tema iconografico - raffigurante un uccello rapace stilizzato, forse un emblema dell'autorità reale - presente in numerosi reperti archeologici del sito di Grande Zimbabwe (Zimbabwe sud-orientale, Africa meridionale).

## Storia
Il sito comprende le rovine di un'antica città che si ritiene fosse la capitale di un vasto regno di lingua bantu (Regno di Zimbabwe, 1220–1450) dissoltosi poco tempo prima dell'arrivo dei primi esploratori portoghesi nella zona (inizio del XVI secolo). L'iconografia fu scelta come emblema nazionale dalla Rhodesia indipendente (1965-1979) e, successivamente, dalla Repubblica dello Zimbabwe.
Nel corso dei primi scavi del sito archeologico, finanziati da Cecil Rhodes nel XIX secolo, furono rinvenute otto statuette di steatite raffiguranti l'uccello, successivamente trasportate da Rhodes in Sudafrica nel 1906. Quattro reperti furono restituiti allo Zimbabwe dal governo sudafricano nel 1981, mentre il piedistallo di una quinta - venduto al museo etnografico di Berlino nel 1907 - fu restituito nel 2003 dal governo tedesco. I reperti restanti sono ancora conservati invece a Groote Schuur, l'abitazione di Rhodes (ora un museo) a Città del Capo.

## Galleria d'immagini

Stemma dello Zimbabwe
Bandiera dello Zimbabwe
Bandiera della Rhodesia-Zimbabwe (1979-1980)
Bandiera della Rhodesia (1968-1979)